# 183
| 183                |
| ------------------ |
| Dødsfald - Fødsler |
|                    |

| Gregoriansk kalender | 183 CLXXXIII            |
| Ab urbe condita      | 936                     |
| Armensk kalender     | I/T                     |
| Kinesiske kalender   | 2879 – 2880 壬戌 – 癸亥 |
| Etiopisk kalender    | 175 – 176               |
| Jødisk kalender      | 3943 – 3944             |
| Hindukalendere       |                         |
| - Vikram Samvat      | 238 – 239               |
| - Shaka Samvat       | 105 – 106               |
| - Kali Yuga          | 3284 – 3285             |
| Iransk kalender      | 439 BP – 438 BP         |
| Islamisk kalender    | 453 BH – 452 BH         |

Se også 183 (tal)